# کاپیروت

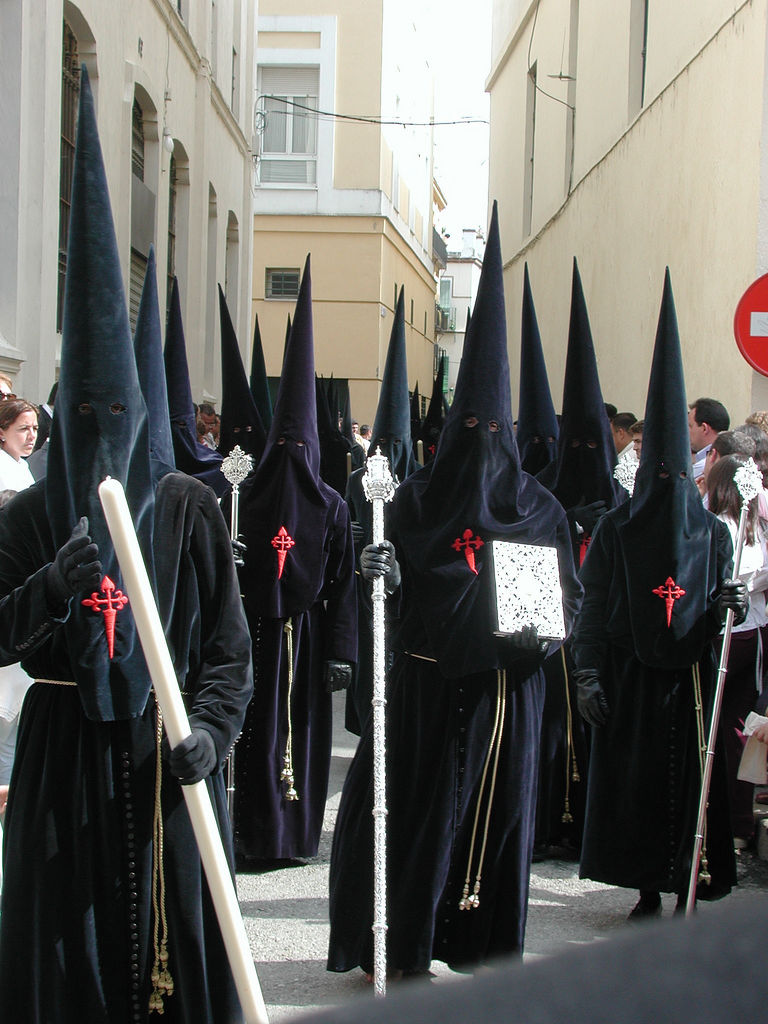
رژه توبه کنندگان کاپیروتی

کاپیروت یک کلاه نوک تیز کاتولیک به شکل مخروطی است که در اسپانیا و کشورهای اسپانیایی توسط اعضای یک گروه توبه‌کار استفاده می‌شود.  این بخشی از یونیفورم چنین برادری‌هایی از جمله نازارنوس‌ها و فاریسی‌ها در طول برگزاری مراسم عید پاک و اجرای مجدد در برخی مناطق در طول هفته مقدس در اسپانیا و مستعمرات سابق آن است، اگرچه هودی‌های مشابه در سایر کشورهای مسیحی مانند ایتالیا رایج است.  توبه‌کنندگان کاپیروتی را می‌پوشند تا در هنگام توبه، توجهشان به سوی خود جلب نشود، بلکه به سوی خدا جلب شود.